# Terherne
Terherne (en néerlandais : Terhorne) est un village de la commune néerlandaise de De Fryske Marren, situé dans la province de Frise.

## Géographie
Village le plus septentrional de la commune de De Fryske Marren, Terherne forme une île entourée par le lac de Sneek et d'autres étendues d'eau plus petites. Il est traversé du nord au sud par une route reliée à l'extérieur par des ponts basculants.
Baigné à l'ouest par le lac de Sneek, Terherne voisine avec trois autres villages de De Fryske Marren que sont Goingarijp et Terkaple au sud et Vegelinsoord à l'est. Il est également limitrophe au nord d'Irnsum, appartenant à la commune de Leeuwarden, et au nord-est d'Akkrum qui fait partie d'Heerenveen.

## Histoire
Mentionné dès l'an 1200, Terherne figure sur la carte dressée par Jacob van Deventer en 1545.
Après avoir appartenu successivement à la commune d'Utingeradeel, puis à celle de Boarnsterhim, Terherne est rattaché le 1er janvier 2014 à la nouvelle commune de De Friese Meren, devenue De Fryske Marren en 2015.

## Démographie
Le 1er janvier 2018, le village comptait 755 habitants.